# 香港死刑制度

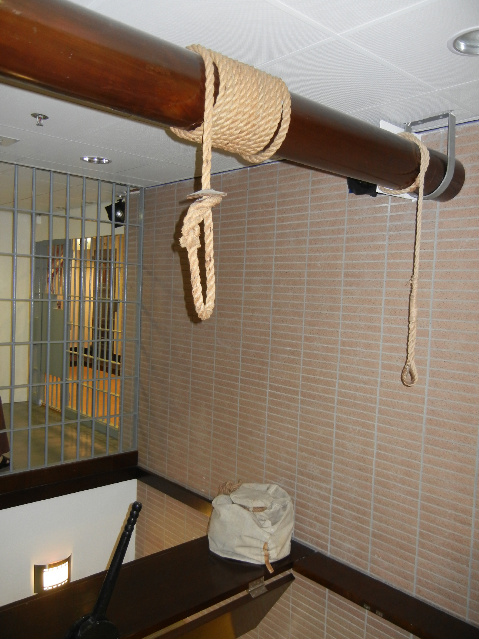
仿製執行死刑時期的絞刑台（香港懲教博物館展品）

香港曾經執行死刑，於1966年才停止執行，並以終身監禁代替，直至1993年立法廢除死刑。即使1997年香港特別行政區成立後，基於一國兩制，香港保留本身司法制度，中華人民共和國死刑制度不適用於香港。

## 歷史
香港開埠的1840年代已有死刑，由於英國執行的死刑主要是絞刑，香港因此對死囚也是執行絞刑，又稱為繯首絞刑、繯首死刑，或稱為問吊。隨著英國在1872年提倡採用長距離墜落式（Long Drop Method）絞刑，香港之後以此作為執行死刑的方式。執行絞刑的主要設備是一個設有活門的絞刑架，還要有配合使用的繩索及配重用的沙包。英國內政部制定計算繩索長度的官方绞刑公式表後，香港亦採用作為執行絞刑的標準。日本在1871年學習西方國家改革刑法及改進死刑制度時，亦曾派員到香港觀摩絞刑架的構造及使用方法，並決定仿效而成為當地的主要處決方法。早期的死刑是公開執行的，最初的刑場設於1840年代仍是郊區的西環，位於德輔道中的上環街市前的一幅空地也曾經執行過絞刑。1856年死刑改在亞畢諾道裁判司署外的廣場公開執行，1879年5月移至中環中央監獄（域多利監獄）的操場公開執行。基於人道及社會風氣等原因，1894年4月後的死刑不再公開執行。1930年代興建的赤柱監獄在設計時已包括執行死刑的絞刑室，監獄內的H監倉便是執行繯首死刑的地方，死刑此後也集中在赤柱監獄執行。
香港於1844年11月首次執行繯首死刑，一名華人因為謀殺一個英國警官而被處決，然而死刑並非僅針對特定族群，即使是19世紀中葉的香港，對於謀殺等嚴重罪案，不論兇手和受害者是華人還是洋人都可被判處死刑，1859年3月便有兩名英國水手因為殺害一個華人而被絞死。自二次大戰後的1946年至最後一次執行死刑的1966年11月，共有122人在香港被處決。
按照慣例，法官宣判被告罪名成立及判處死刑時，會先在頭頂披上黑紗，然後法官宣判：「陪審員已裁定你之XX罪名成立，現將你還押監獄，然後定期將你由監獄帶往刑場，以一繩墮於你頸，吊至你氣絕，然後由港府擇日將你安葬，願上帝庇佑你之靈魂。」

### 囚禁安排
死囚會被單獨囚禁，自從赤柱监狱落成後，赤柱監獄H座成為死囚的監倉，該座內設絞刑室的監倉與監獄內其他監倉是分開的，死囚在等待處決期間的大部分時間都在這座監倉渡過，死囚進餐及放風都不會離開H座的範圍，所以死囚是不會接觸到其他監倉的囚犯。因為死囚是在監獄等死，所以待遇和其他囚犯不同，死囚不用工作，家屬可以每天探訪，監獄職員也認為應給死囚做個飽鬼而終，在合理及合法的範圍內會盡量滿足死囚的要求。執行死刑前7天，監獄署的職員會為死囚量體重及量度頸項的周長（頸圍），以計算繩索的長度，是否需要配重沙包及沙包的重量，由於量度頸部是執行長距離墮落式絞刑前的程序之一，故此在香港「度頸」成為問吊的俗稱。負責執行絞刑的人員會預先準備行刑的用品，並且會反複測試絞刑室的踏板活門的運作，以確保死刑能夠順利執行。雖然死囚或許可從絞刑室測試活門開閉及沙包掉落傳出的聲響得知監獄將會執行死刑，但因為死囚倉通常還有其他等死的死囚，所以死囚並不會確定將會執行的處決是否包括自己，直至執行前一天的黃昏，監獄會通知死囚即將行刑及提供最後晚餐，並特例供應酒精飲品。

### 執行方法
繯首死刑一般在清晨時分執行，行刑是當日獄中人員的第一項任務。因為H座與其他囚倉是分開的，行刑的聲響不會影響到其他囚倉犯人的情緒。行刑前，司鐸（神父或牧師）會到囚室向死囚作告解及祈禱，監獄的高級職員也會在場核對死囚的身份，並查詢死囚是否有遺言及身後事項需要交代。死囚會被反鎖雙手，然後在司鐸及監獄職員陪同下被帶到絞刑室。根據死囚的體重，為該名死囚準備的絞索已被懸掛在絞刑台上，死囚會被引領到活門踏板的中央處站立，然後會被扣上腳鐐，職員或會將配重用的沙包一併繫於死囚的腳鐐上，另一位職員則會為死囚戴上黑色的頭套，再於頸項套上絞索，司鐸此時會為死囚臨終禱告。當一切準備就緒，負責操作絞刑台踏板的職員就會拉動活門控制桿，死囚站立的活門立即打開，死囚掉入活門內，當下降到繩索的預設長度，套在死囚頸項的繩索便會立刻被拉緊，死囚的體重及沙包的重量在頸部形成超出頸椎骨負荷的拉力，引致頸椎骨折斷，繼而死亡。現場會有一名醫生監察行刑過程，行刑後會檢驗死囚的屍體，並簽發死亡證明書。
出於忌諱問題，負責拉動絞刑台活門控制桿的職員一般以洋人為主，每次行刑均會獲發特別酬金。死囚的屍體從絞刑台解下後，職員便會為該名死囚辦理出獄證，但這個出獄證隨後會被燒掉。遺體不久便會被放入棺木，司鐸進行簡單的宗教儀式，死囚的棺木會在赤柱聖士提反灣畔的「赤柱監獄墳場」落葬，死囚由被處決到被埋葬通常都在同一天完成，被埋葬在墳場內的死囚沒有墓碑，只立有一個編號柱做標識，如要辨別落葬的地點便需要查閱內部文件，這樣可減少死囚的墓穴被干擾或毀壞的機會。這個墳場有鐵絲網圍起，由懲教署東頭懲教所負責保養，並不對外開放，即使死囚家屬也不能入內拜祭，過往懲教署會定期派職員帶領數名囚犯到墳場清除雜草，但因為自2000年起數年沒有安排人員到場除草，導致墳場曾日久失修及長滿雜草。據稱過往死囚被處決後，其遺下的一切財物均屬監獄署所有，屍首也由監獄署管有，家屬不得領回，然而懲教署在2006年稱，雖然過往英國有法例禁止領取死囚的遺體，但香港不受此限，所以家屬是可以向懲教署申請將遺骨起出，另行安葬，但須要事先向食環署申請及取得「撿拾骨殖許可證」，再向懲教署辦理取回遺骨的手續，在1960至1970年代已有17名死囚的遺骸被領回。

### 最後一次處決
香港最後一名被處決的死囚是越南籍的黃啟基，他因劫殺罪被判死刑。代表黃啟基的御用大律師貝納祺（Brook Antony Bernacchi）以香港的宗主國——英國已於1965年廢除死刑為由（英國當時尚未完全廢除死刑，1965年僅廢除刑法中謀殺罪的死刑，其中軍法的死刑保留至1998年，不過在1965至1998年間無人被處決），上訴至最高法院上訴庭及英國樞密院，仍無法推翻死刑原判，最後於1966年11月16日在赤柱監獄被問吊。

## 停止執行
雖然香港於1966年11月16日後停止執行死刑，但1966年至1993年的香港法例中仍然保存死刑，而法庭亦會依據法例，判處犯人繯首絞刑，以反映其所干犯罪行的嚴重性，香港在1990年代初仍有謀殺罪罪名成立的犯人被判死刑。不過所有在此期間被判死刑的死囚，都會一律由英女皇伊利沙伯二世或香港總督赦免，改為終身監禁（自香港開埠初期起，《皇室訓令》即已賦予香港總督自行決定是否赦免死刑的權力，無須先獲得英國政府批准）。

### 六七暴動放炸彈判死刑之倡議

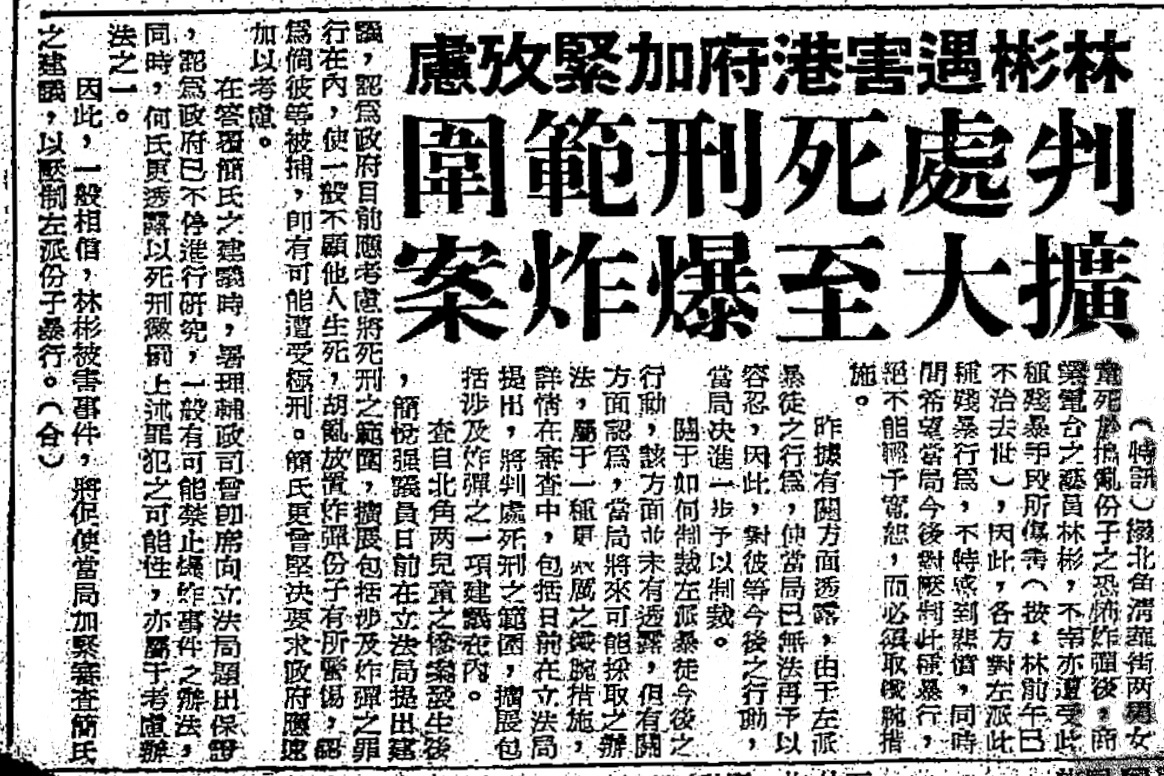
《華僑日報》在六七暴動期間的1967年8月27日報導，因為接連發生清華街慘案及林彬被燒死的左派份子恐怖襲擊案件，港府現已考慮將判處死刑的適用範圍擴大至放置炸彈傷害人命的兇徒，立法局議員簡悅強日前在立法局會議上提出將炸彈案犯人處以極刑的建議，並要求當局加緊考慮，在席的署理輔政司何禮文答詢時表示會考慮所有打擊恐怖份子炸彈暴行的各種可行辦法，提高炸彈案刑罰至可判死刑亦在考慮之列

1967年香港剛剛停止執行死刑，但同年發生涉及大量炸彈襲擊的六七暴動，當年香港的左派組織在香港工委及新華社香港分社背後領導下發起騷亂並組成鬥委會，繼而於同年7月展開連串炸彈襲擊，7月至12月在香港各區放置及投擲8,074件懷疑爆炸品，當中有1,167枚真炸彈，恐怖份子的並不是僅針對警察及政府設施，而是遍及各區的街道、銀行、學校、徙置大廈、渡輪碼頭、巴士站、電車站、戲院及兒童遊樂場等，不但嚴重影響市民日常生活，更造成多名無辜市民被炸傷甚至被炸死。8月20日發生的清華街慘案有一對年幼小姊弟被炸死，四天後商業電台節目主持林彬和堂弟林光海遭縱火殺害，香港市民對左派發動連串恐怖襲擊深感悲憤，時任立法局非官守議員簡悅強於8月24日的立法局會議上呼籲嚴厲打擊恐怖主義，包括修訂法例，將參與炸彈襲擊的恐怖份子判處死刑，多位華人社會賢達對簡悅強提出放炸彈判死刑的倡議紛表贊同。謝伯昌表示左派暴徒放置炸彈傷害人命，實際上是謀殺行爲，而謀殺罪是可判處死刑的；胡鴻烈稱應將死刑的適用範圍擴大至放炸彈，甄子傑、黎醒明及陳樹渠均贊同以死刑阻嚇恐怖活動。署理輔政司何禮文表示會考慮一切措施打擊恐怖活動，對發動炸彈襲擊的恐怖份子判處死刑也在考慮之列，港府發言人亦表示香港總督戴麟趾爵士考慮加重恐怖活動相關罪行的刑罰，包括將放炸彈的兇徒處以死刑，不過聯邦事務部次官石寶德勳爵對於香港計劃通過立法以死刑打擊恐怖活動則有所保留。

### 死囚蔡國昌免死爭議
停止執行死刑後，1970年代香港暴力罪案急升，每十萬人口暴力罪案率由1966至67年的52.5，大增7倍至1974至75年的418.8。1973年，發生死囚蔡國昌免死爭議事件：在1972年1月26日凌晨，無業青年蔡國昌與兩名男子，打劫元朗洪水橋一間士多店，刺死任職輔警的東主兒子，及劫去170元；同年11月，蔡被判謀殺及打劫罪成，判處繯首死刑。1973年4月10日，時任港督麥理浩宣佈考慮行政局建議後，決定不對蔡赦免死刑，為自1966年11月16日最後一次執行死刑後，近6.5年以來首次不赦免死囚死刑。
律政司羅弼時在4月18日稱蔡國昌已透過協助他的艾迪士大律師向英國樞密院就死刑判決提出上訴及尋求英女皇赦免死刑。天主教香港教區主教徐誠斌表示自己反對死刑，當他得知港督拒絕赦免蔡國昌時感到惋惜，他希望港督能夠開恩，因為死刑並不能阻止罪惡的產生，香港許多人也相信如此。同時，徐誠斌主教、香港聖公會會督白約翰與一批御用大律師等71人，為蔡國昌聯署上書英國外交及聯邦事務大臣（英國外相）及下議院反對黨領袖，尋求英女皇赦免蔡的死刑，他們指出自1966年11月16日後，至當時約6.5年間，一直沒有執行死刑，且已赦免了30名死囚死刑，政府已予民間不再執行死刑的印象，在事前沒有宣佈不再赦免下，赦免了30名死囚後卻忽然不赦免這第31名，對蔡並不公平。
1973年5月15日港府接獲通知，英女皇伊莉莎白二世接受外交及聯邦事務大臣的建議，有條件赦免蔡的死刑，改為終身監禁。有評論稱民間對此大感失望憤慨，強烈抨擊英國政府恣意干涉香港事務，不理會香港實際情況，並且違背香港絕大多數的民意。有一位自稱是港大文學院學生的天主教徒發出匿名信件指責徐誠斌主教聯署尋求赦免蔡的死刑，徐誠斌主教隨後公開回應指責，徐稱聯署尋求赦免死刑的71人並非同情蔡所犯下的罪行，政府可以出於大眾利益，有權及有義務執行合法的死刑，但作出這個重大轉變前政府應鄭重聲明不會再有赦免，對於中文報館發表評論稱參與聯署的71人是假慈悲及包庇罪犯的罪行，徐誠斌表示有關觀點是主觀判定且與事實不符，尋求赦免死刑聯署信的內容在4月27日已刊載於《南華早報》，但因為聯署信是由御用大律師以英文撰寫，在這份英文報紙查閱過該聯署信內容的人也許很少，徐誠斌表示自己是以個人身份參加聯署，並沒有冠上香港教區主教的身份簽名，也不要求任何一位教徒支持其中一方的意見，徐誠斌又稱香港的治安問題牽涉到的因素太多，決不是一個孤立的刑罰問題。1974年羅德丞獲委任為立法局議員後曾經大力批評英國拒絕香港執行死刑，認為這是將最後決定權從港督手上奪去，他又認為工黨大臣向英女皇建議免除死刑，純粹是出於政治動機，又因香港市民不能參與英國國會選舉，即使香港民意普遍支持死刑，也不會影響到英國政府。在香港司法部門服務近三十年的百里渠認為一個自由社會的法律和司法機構，應該反映人民的一般意見和觀點，不是理想主義者或思想古怪人士的看法，因此香港居民主張維持死刑，這意願應予尊重，並且指出當法律明文規定了死刑卻不執行，會導致不滿，他也認為死刑對潛存的殺人者有嚇阻作用。
1975年11月6日，已改任輔政司的羅弼時在立法局會議上宣佈，香港不會恢復執行死刑，主要因為英國方面的阻撓。他稱港督麥理浩多次要求英國政府，准許香港恢復死刑，並希望英國方面對香港死囚的死刑不予赦免，以收阻嚇作用，但都不獲允准。羅指出香港每名死囚都有向英女皇尋求赦免死刑的權利，他提到英女皇處理這類事務時會徵詢外交及聯邦事務大臣的意見，而外交及聯邦事務大臣又要考慮英国国会的反應，因為國會可要求解釋，羅稱近幾位大臣都認為如建議香港執行死刑，是不會獲得下議院支持，在可見的將來下議院也不會改變態度，所以死刑犯都將會由港督改判終身監禁。

### 正式廢除
1990年代初，香港出現嚴重的跨境械劫案及海上走私案，有歹徒從中國偷渡入境後在鬧市使用自動步槍打劫銀行及金行並在過程中開火掃射，也有走私犯駕駛特製的快艇走私，當遇上追捕時便用快艇撞向警方的追截艇，導致人員死傷。1991年2月6日，立法局議員許賢發提出動議討論當時猖獗的跨境械劫案及海上走私問題，要求港府加強打擊罪案及尋求中國的全面合作，處理跨境犯罪活動，雖然許賢發提出的動議沒有提及死刑，但因為有議員在發言時提出要對攜帶武器偷渡到香港犯案的劫匪執行死刑，甚至有議員提出販運毒品也應判死刑，香港是否需要恢復執行死刑，便成為這個會議討論的其中一個主題。
1991年6月26日，立法局議員薛浩然提出無約束力的動議，薛稱香港治安惡化，促請政府立刻恢復死刑，對付「一小撮窮凶極惡，視他人生命如草芥的殺人者」，在會上李柱銘議員提出相反的動議，建議政府立法廢除死刑，李稱香港停止執行死刑25年以來的整體犯罪率處於低水平，而且死刑可被拓展到其他不同的罪行，因此他建議將死刑改為終身監禁，同時加強警力。當日有27位立法局議員參與長達7小時的辯論，之後進入表決程序，李柱銘提出的無約束力廢除死刑動議以24票贊成、12票反對、5票棄權通過，該項動議也得到沒有參與辯論的官守議員，包括政務司、律政司、保安司及財政司的支持。保安司區士培表示雖然有調查稱多數市民要求恢復死刑，但立法局多數議員支持廢除死刑，政府是會考慮修訂法例達致這個目的，區又稱香港的整體罪案數字仍然處於低水平，今年的罪案比去年同期減少4%，惟一令人感到憂心的是跨境械劫案，政府會盡力打擊槍支走私入境。立法局多名議員在討論中提及近年有來自中國大陸的歹徒攜帶大火力武器如AK-47自動步槍偷渡到香港打劫銀行及珠寶金行，還特別提到觀塘物華街連環金行劫案，薛浩然認為應使用死刑打擊跨境劫案，李柱銘則表示按目前的法律劫匪如沒有殺人，即使罪名成立也不會判死刑，認為薛浩然的說法有擴大死刑適用範圍的傾向。麥理覺及張鑑泉議員則表示香港在1997年主權移交中國後，香港很大可能在某些方面跟隨中國大陸，死刑可能會被套用到越來越多不同的罪行，甚至會被濫用。
6月26日立法局辯論恢復及廢除死刑的動議期間，支持執行死刑和支持廢除死刑的兩派示威者各數十人在立法局大樓外聚集及叫口號，氣氛激烈，但沒有發生不愉快事件。當日香港大學民主牆貼有大字報批評恢復執行死刑是倒退，觀塘則有議員引述民意稱街坊支持執行死刑。同日，香港大學社會學系講師韋格志博士受訪時引用美國的死刑研究報告稱，死刑並不能阻嚇嚴重罪案，因為歹徒決定作案時必定會假定自己不會失手被捕，刑罰的輕重與歹徒犯案的嚴重程度無關，反而歹徒如覺得失手被捕的機會很高便不會犯案，因此以死刑打擊嚴重罪案是走錯方向。當時也有司法界人士不同意廢除死刑。1991年8月，香港最高法院按察司施偉文宣判一宗虐待謀殺案的被告死刑時，謂犯人行為邪惡，將來考慮是否特赦須慎重。港府於1992年11月11日向立法局提交立法廢除死刑草案。廢除死刑曾經引起社會的討論。1992年，有一個名為香港民眾聯會的組織公布其民意調查結果，約有七成香港市民不支持廢除死刑，而香港律師會及香港大律師公會則同意廢除死刑。立法局於1993年4月三讀通過修訂法例，以終身監禁作為最高刑罰，正式廢除死刑，而謀殺罪罪名一旦成立只能判被告終身監禁。

## 後續評論
香港的犯罪率自廢除死刑之後20年之間有下跌趨勢。兇殺案於1993年為86宗跌至2012年的24宗，每十萬人口的罪案率則於1993年為1394.9跌至2012年的1064。
判處終身監禁的囚犯，仍有可能獲得假釋出獄。港英政府立法局1997年6月最後一週的馬拉松式會議中，通過《長期監禁刑罰覆核條例》，在香港回歸前最後一日，成立有法定權力的長期監禁刑罰覆核委員會，取代只能向香港總督提供建議的長期囚禁覆檢委員會。該委員會可以下令有條件釋放終身囚禁犯人。委員會的成員均由行政長官委任，其職能是向行政長官提供建議，將被判終身監禁的犯人改為有年期的監禁，或對被判長年期監禁的犯人，縮短其刑期或提早假釋，也有終身監禁的謀殺犯覆核後獲得釋放。但在刑期覆核獲提早釋放的犯人當中，有人出獄後又犯下重罪而再次入獄。一名食環署退休工人李添銓，在2000年因瑣事持刀殺害前女同事，被判謀殺罪成終身監禁，後於2018年獲得假釋，但出獄18個月後，因按金問題，用鏹水潑向護老院職員，令4名職員受傷，其中兩名職員傷勢嚴重，並受到重大精神創傷，該犯人再被判監禁15年。法官判刑時指其人非常暴力，長期監禁對其阻嚇甚少。
香港死刑制度曾經產生謀殺罪少年犯面對無限期囚禁等待發落的問題。在香港廢除死刑前，謀殺罪罪名成立的未成年罪犯，由於他們犯案時未滿18歲，故此不能被判處死刑，也不會被判終身監禁，又因為謀殺罪的嚴重性而不能判處有刑期監禁，故此法官會宣判「等候女皇發落」，少年犯會被囚禁，等待英國君主宣告其刑罰，預期英女皇會在若干年後給予特赦，讓其重新投入社會，可是在當時相對於成年罪犯在被判處死刑後會得到英女皇或港督赦免死罪，改為終身監禁，長期服刑後還可申請刑期覆核，少年犯卻缺乏渠道尋求特赦或定下其刑期。1993年立法廢除死刑時，謀殺罪一律判處終身監禁，同時取消「等候女皇發落」的條文，而這批少年犯的刑期卻一直沒有定案，港督彭定康在1997年6月最後一次覆核「等候女皇發落」的囚犯的囚禁年期，有4人因監禁年期過長而獲釋，當年獲釋的包括在1973年因械劫及謀殺於21歲時被判處死刑，其後獲赦免死罪，已服刑25年的文錦棠。在1997年7月香港主權移交時仍有15名涉及干犯嚴重罪行，但犯案時未成年，等待發落的囚犯，由於缺乏機制處理，變相被無限期囚禁，而且由於刑罰待定，他們沒有刑期可申請覆核，故此沒有刑期覆核的途徑，而1997年通過的《長期監禁刑罰覆核條例》規定「等候女皇發落」的囚犯必須服完其最低刑期，才會由長期監禁刑罰覆檢委員會覆核，但沒有具體指出最低刑期的長短，而終審法院首席大法官李國能為這批囚犯定出了15至30年的最低刑期，之後才獲考慮刑期覆核，變相這批犯案時未成年的囚犯，反而面對比很多成年終身監禁罪犯更長的囚禁年期。其中在寶馬山雙屍案中的少年犯，更被拍攝為《等候董建華發落》的電影，香港終審法院在2002年判決指由行政長官直接為該等少年犯批出刑期不符合三權分立，應交由法院確定刑罰。

## 被執行死刑處決人士
| 姓名                  | 性別 | 享年 | 案件                         | 犯案日期                       | 行刑日期       |
| --------------------- | ---- | ---- | ---------------------------- | ------------------------------ | -------------- |
| 呂超（李桂芬）        | 男   |      | 楊衢雲被刺殺案               | 1901年1月10日                  | 1903年6月22日  |
| 鶴文                  | 男   | 22   | 西人謀殺蛋婦母女案           | 1904年10月27日                 | 1905年1月11日  |
| 那臣                  | 男   | 17   | 西人謀殺蛋婦母女案           | 1904年10月27日                 | 1905年1月11日  |
| 士蔑                  | 男   | 17   | 西人謀殺蛋婦母女案           | 1904年10月27日                 | 1905年1月11日  |
| 黃泰                  | 男   |      | 獄中刺斃囚犯案               | 1906年                         | 1906年6月15日  |
| 遏雪                  | 男   |      | 遏雪殺爹頓案                 | 1907年8月4日                   | 1907年11月13日 |
| 梁和                  | 男   | 28   | 寶泰辦館副司理被殺案         | 1922年2月24日                  | 1922年8月30日  |
| 張民                  | 男   |      | 曾大佳被殺案                 | 1932年2月18日                  | 1932年7月20日  |
| 張子新                | 男   |      | 曾大佳被殺案                 | 1932年2月18日                  | 1932年7月20日  |
| 張壽富                | 男   |      | 曾大佳被殺案                 | 1932年2月18日                  | 1932年7月20日  |
| 范興                  | 男   |      | 筲箕灣金華街謀殺案           | 1933年6月2日                   | 1933年8月30日  |
| 吳來源                | 男   |      | 山頂纜車站英童被殺案         | 1934年6月23日                  | 1935年3月29日  |
| 黃發枝                | 男   | 30   | 大埔墟養子弒母案             | 1936年12月27日                 | 1937年3月24日  |
| 趙煜輝                | 男   | 24   | 新填地街謀殺焚屍案           | 1937年2月28日                  | 1937年6月11日  |
| 區興                  | 男   | 37   | 先施公司監督陳麗珍被殺案     | 1937年5月13日                  | 1937年11月3日  |
| 林俊                  | 男   |      | 山頂道西婦被殺案             | 1938年5月5日                   | 1938年8月17日  |
| 關麗珍                | 女   | 31   | 西環羲皇台三屍四命兇殺案     | 1940年5月12日                  | 1940年7月31日  |
| 陳寶光                | 男   | 37   | 中環陸海通藏屍案             | 1946年4月24日                  | 1946年8月13日  |
| 卓就                  | 男   | 28   | 流浮山深灣謀殺案             | 1946年10月12日                 | 1947年5月19日  |
| 張紀昌                | 男   | 22   | 流浮山深灣謀殺案             | 1946年10月12日                 | 1947年5月19日  |
| 廖滿                  | 男   | 22   | 流浮山深灣謀殺案             | 1946年10月12日                 | 1947年5月19日  |
| 李有                  | 男   | 25   | 流浮山深灣謀殺案             | 1946年10月12日                 | 1947年5月20日  |
| 麥九                  | 男   | 27   | 流浮山深灣謀殺案             | 1946年10月12日                 | 1947年5月20日  |
| 陳銳樹                | 男   | 27   | 流浮山深灣謀殺案             | 1946年10月12日                 | 1947年5月20日  |
| 劉華                  | 男   | 22   | 馮慶友醫生被殺案             | 1951年2月26日                  | 1951年9月18日  |
| 袁蘇                  | 男   | 27   | 馮慶友醫生被殺案             | 1951年2月26日                  | 1951年9月18日  |
| 仇勝                  | 男   | 40   | 荃灣咸田戲棚殺警案           | 1951年5月28日                  | 1952年6月12日  |
| 麥燦潤                | 男   | 29   | 荔枝園山畔兇殺案             | 1951年10月6日                  | 1952年6月12日  |
| 朱盛才                | 男   | 35   | 六國大封相兇殺案             | 1951年11月5日                  | 1952年5月23日  |
| 黄德全                | 男   | 25   | 荃灣南新染布廠兇殺案         | 1952年5月22日                  | 1952年10月23日 |
| 魯星橋                | 男   | 67   | 駱克道121號倫常慘案          | 1952年7月19日                  | 1952年12月23日 |
| 洪全                  | 男   | 29   | 九龍仔東平里5號2樓情殺案     | 1952年8月20日                  | 1952年12月23日 |
| 許兆經                | 男   | 32   | 大道西519號紅梅酒店情殺案    | 1952年8月26日                  | 1952年12月16日 |
| 蔡木利                | 男   | 27   | 天后廟道木屋區斬殺母子案     | 1953年5月12日                  | 1954年3月9日   |
| 何仲寬                | 男   | 25   | 香島道山邊情殺案             | 1953年7月10日                  | 1954年3月18日  |
| 龍義興                | 男   | 23   | 衙前圍道72號三樓劫殺案       | 1953年11月23日                 | 1954年10月12日 |
| 金潤泉                | 男   | 30   | 衙前圍道72號三樓劫殺案       | 1953年11月23日                 | 1954年10月12日 |
| 張祖華                | 男   | 28   | 大埔錦山村殺妻案             | 1954年1月5日                   | 1954年6月29日  |
| 周興                  | 男   | 36   | 大埔道81號三屍四命兇殺案     | 1954年5月24日                  | 1955年1月6日   |
| 廖藝嶽                | 男   | 41   | 青山道新圍村殺童案           | 1954年12月2日                  | 1955年4月22日  |
| 任關柏                | 男   | 20   | 紅磡蕪湖街殺警案             | 1954年12月6日                  | 1955年10月25日 |
| 林萬枝                | 男   | 23   | 筲箕灣街市魚檯命案           | 1955年5月17日                  | 1956年2月28日  |
| James Richard Beckerd | 男   | 22   | 九龍城天光道山邊情殺案       | 1955年5月20日                  | 1955年9月20日  |
| 潘成                  | 男   | 46   | 牛潭尾山邊一屍兩命兇殺案     | 1955年7月24日                  | 1955年11月29日 |
| 朱鳯麟                | 男   | 27   | 九龍仔西綏巷雙屍情殺案       | 1955年8月1日                   | 1956年2月21日  |
| 王坤發                | 男   | 27   | 荷李活道磅巷兇殺案           | 1956年6月28日                  | 1957年2月19日  |
| 鄧財                  | 男   | 38   | 漆咸道246號3樓殺妻案         | 1956年6月30日                  | 1956年11月27日 |
| 謝生（李褔）          | 男   | 28   | 瑞士領事館參贊夫人被殺案     | 1956年10月11日                 | 1957年7月23日  |
| 蔡國輝                | 男   | 27   | 瑞士領事館參贊夫人被殺案     | 1956年10月11日                 | 1957年7月23日  |
| 李振                  | 男   | 31   | 瑞士領事館參贊夫人被殺案     | 1956年10月11日                 | 1957年7月23日  |
| 李樹榮                | 男   | 29   | 瑞士領事館參贊夫人被殺案     | 1956年10月11日                 | 1957年7月23日  |
| 梁啟榮                | 男   | 44   | 青龍頭沙灘命案               | 1957年11月25日                 | 1958年6月10日  |
| 林崇明                | 男   | 44   | 富商林紹明被殺案             | 1957年12月19日                 | 1958年9月2日   |
| 陳興                  | 男   | 40   | 城寨「龍城之虎」被殺案       | 1958年2月27日                  | 1958年8月12日  |
| 張雨榮                | 男   | 53   | 柴灣海面喋血兇案             | 1958年3月7日                   | 1959年2月17日  |
| 李林（大鼻林）        | 男   | 40   | 大坑蓮花宮街三屍兇案         | 1958年7月23日                  | 1958年12月16日 |
| 關昌娣                | 男   | 29   | 啟超道劫殺案                 | 1958年9月15日                  | 1959年8月11日  |
| 余明勝                  | 男   | 30   | 啟超道劫殺案                 | 1958年9月15日                  | 1959年8月11日  |
| 林廣才                | 男   | 45   | 大埔坑下莆村雙屍案           | 1958年11月15日                 | 1959年10月21日 |
| 蔡多                  | 男   | 22   | 歌連臣角兒教院營警被殺案     | 1958年11月17日                 | 1959年9月15日  |
| 吳炎                  | 男   | 40   | 九龍城富美新村一屍兩命兇殺案 | 1958年11月26日                 | 1959年9月8日   |
| 鍾廣                  | 男   | 33   | 攸潭尾村兇殺案               | 1959年1月8日                   | 1959年7月21日  |
| 黃漢                  | 男   | 35   | 城寨毒販血鬥命案             | 1959年7月24日                  | 1960年3月22日  |
| 司徒顯超              | 男   | 30   | 城寨毒販血鬥命案             | 1959年7月24日                  | 1960年3月22日  |
| 盧根                  | 男   | 41   | 城寨毒販血鬥命案             | 1959年7月24日                  | 1960年3月22日  |
| 鄺廣                  | 男   | 33   | 中環加咸街25號兇殺案         | 1960年7月21日                  | 1961年3月21日  |
| 鄭靄                  | 男   | 47   | 德忌笠街35號閣仔兇殺案       | 1960年10月27日                 | 1961年3月21日  |
| 許俊永                | 男   | 43   | 古洞村農場雙屍案             | 1960年11月24日                 | 1961年7月4日   |
| 徐長根                | 男   | 22   | 青山道廣生士多槍殺案         | 1960年12月31日                 | 1961年7月25日  |
| 何俊源                | 男   | 36   | 石硤尾順景台16號兇殺案       | 1961年3月5日                   | 1961年11月15日 |
| 馬維壎                | 男   | 41   | 馬維炬被殺案                 | 1961年8月15日                  | 1962年6月8日   |
| 馬廣燦                | 男   | 35   | 三狼案                       | 1959年6月19日 至1961年10月27日 | 1962年11月28日 |
| 李渭                  | 男   | 31   | 三狼案                       | 1959年6月19日 至1961年10月27日 | 1962年11月28日 |
| 倪秉堅                | 男   | 32   | 三狼案                       | 1959年6月19日 至1961年10月27日 | 1962年11月28日 |
| 劉培                  | 男   | 35   | 九龍仔賭檔爆炸案             | 1965年9月23日                  | 1966年4月15日  |
| 黃啟基                | 男   | 26   | 青山道中建國貨劫殺案         | 1966年7月3日                   | 1966年11月16日 |

## 備註
1. ↑  赤柱新監獄繯首死刑的第一位受刑者
2. ↑  香港開埠第一位女死囚
3. ↑  香港最後一位執行死刑的死囚，其堂姐黃娣曾於2017年10月接受有線新聞記者陳婉婷訪問

## 外部連結
- 香港公共圖書館舊報紙搜尋